# Nestor (Sapsaj)
Nestor, imię świeckie: Nikołaj Siergiejewicz Sapsaj (ur. 24 maja 1931 w Iczni, zm. 5 listopada 2004) – rosyjski biskup prawosławny.
Jego ojciec był cerkiewnym psalmistą i kierownikiem chóru. Po ukończeniu szkoły średniej podjął naukę w szkole muzycznej ze specjalnością dyrygentura chóralna. Od 1948 do 1951 był psalmistą i regentem we wsi Bachmacz. W 1955 ukończył seminarium duchowne w Odessie, zaś w 1959 uzyskał tytuł kandydata nauk teologicznych w Moskiewskiej Akademii Duchownej. W 1958 ożenił się.
Od 1959 był wykładowcą w seminarium duchownym w Stawropolu, zaś po jego likwidacji w 1960 w seminarium w Saratowie. Od 1962 był regentem w soborze katedralnym w Orle. W 1965 został niesłusznie skazany na rok więzienia; po rozprawie apelacyjnej, w czasie której został uniewinniony, zdecydował się na wstąpienie do stanu duchownego. 27 września 1966 metropolita orłowski i briański Palladiusz wyświęcił go na diakona, zaś dzień później - na kapłana. W 1989, po śmierci żony, przeprowadził się do Krasnodaru i został proboszczem parafii przy soborze Trójcy Świętej w tymże mieście.
2 stycznia 1994 złożył wieczyste śluby zakonne, przyjmując imię Nestor. Natychmiast otrzymał godność archimandryty. 6 marca tego samego roku miała miejsce jego chirotonia na biskupa pietropawłowskiego i kamczackiego. Jako zwierzchnik tejże eparchii przyczynił się do faktycznej reaktywacji życia duchowego na terenie eparchii, wznosząc nowe cerkwie, w tym nowy sobór. W 1997 odszedł w stan spoczynku z powodu złego stanu zdrowia. Ostatnie lata życia przeżył w Majkopie. Odprawiał nabożeństwa w cerkwi św. Mikołaja w Łabińsku, gdzie jego zięć był proboszczem.
Zmarł po operacji 5 listopada 2004 i został pochowany w Łabińsku.